# Carex heshuonensis
Carex heshuonensis är en halvgräsart som beskrevs av S.Yun Liang. Carex heshuonensis ingår i släktet starrar, och familjen halvgräs.
Artens utbredningsområde är Xinjiang (Kina). Inga underarter finns listade i Catalogue of Life.